# Saison WNBA 2013
Navigation
Saison 2012 Saison 2014
La saison WNBA 2013 est la dix-septième saison de la Women's National Basketball Association (WNBA). La saison régulière commence le 24 mai 2013 par une rencontre entre les Sparks de Los Angeles et le Storm de Seattle. Le Lynx du Minnesota remporte son second titre de championnes WNBA après celui de 2011 et les finales perdues en 2012.

## Principaux événements

### Règles WNBA 2013
Pour la saison 2013, la WNBA adopte trois modifications :
- report de la ligne des trois points à 6,75 m, suivant la règle FIBA en vigueur depuis 2010
- règle du flopping : sanction par un avertissement puis des amendes les simulations de faute
- règle des 3 secondes en défense : le fait de rester plus de 3 secondes - hors face son opposant direct - dans la raquette est sanctionnée par une faute technique (un lancer franc et balle redonnée à l'équipe en attaque)

### Draft
La Draft WNBA 2013 se tient le 16 avril 2012 à Bristol dans le Connecticut.

## Compétition

### Saison régulière
La popularité des trois premiers choix de la draft rejaillit sur la ligue avec des audiences télé doublées sur ESPN2.

#### Classements
V = victoires, D = défaites, PCT = pourcentage de victoires, GB = retard (en nombre de matchs)
| Équipe                | V  | D  | PCT.   | GB | conférence | Domicile | Extérieur |
| --------------------- | -- | -- | ------ | -- | ---------- | -------- | --------- |
| Sky de Chicago        | 24 | 10 | 70,6 % | -  | 17-5       | 14-3     | 10-7      |
| Dream d'Atlanta       | 17 | 17 | 50,0 % | 7  | 12-10      | 13-4     | 4-13      |
| Mystics de Washington | 17 | 17 | 50,0 % | 7  | 10-12      | 10-7     | 7-10      |
| Fever de l'Indiana    | 16 | 18 | 47,1 % | 8  | 11-11      | 9-8      | 7-10      |
| Liberty de New York   | 11 | 23 | 32,4 % | 13 | 8-14       | 6-11     | 5-12      |
| Sun du Connecticut    | 10 | 24 | 29,4 % | 14 | 8-14       | 8-9      | 2-15      |

| Équipe                      | V  | D  | PCT.   | GB | Conférence | Domicile | Extérieur |
| --------------------------- | -- | -- | ------ | -- | ---------- | -------- | --------- |
| Lynx du Minnesota           | 26 | 8  | 76,5 % | -  | 18-4       | 15-2     | 11-6      |
| Sparks de Los Angeles       | 24 | 10 | 70,6 % | 2  | 14-8       | 15-2     | 9-8       |
| Mercury de Phoenix          | 19 | 15 | 55,9 % | 7  | 9-13       | 10-7     | 9-8       |
| Storm de Seattle            | 17 | 17 | 50,0 % | 9  | 11-11      | 9-8      | 8-9       |
| Silver Stars de San Antonio | 12 | 22 | 35,3 % | 14 | 7-15       | 8-9      | 4-13      |
| Shock de Tulsa              | 11 | 23 | 32,4 % | 15 | 7-15       | 7-10     | 4-13      |

| Qualifié pour les playoffs |

### Playoffs

#### Tableau récapitulatif
|  | Premier tour (3 matches) | Premier tour (3 matches) | Premier tour (3 matches) |                    |    | Finales de Conférence (3 matches) | Finales de Conférence (3 matches) | Finales de Conférence (3 matches) |  |  | Finales WNBA (5 matches) | Finales WNBA (5 matches) | Finales WNBA (5 matches) |
|  |                          |                          |                          |                    |    |                                   |                                   |                                   |  |  |                          |                          |                          |
|  | E1                       | Sky de Chicago           | 0                        |                    |    |                                   |                                   |                                   |  |  |                          |                          |                          |
|  | E4                       | Fever de l'Indiana       | 2                        |                    |    |                                   |                                   |                                   |  |  |                          |                          |                          |
|  | E4                       | Fever de l'Indiana       | 2                        |                    | E1 | Fever de l'Indiana                | 0                                 |                                   |  |  |                          |                          |                          |
|  | Conférence Est           |                          |                          |                    | E1 | Fever de l'Indiana                | 0                                 |                                   |  |  |                          |                          |                          |
|  |                          |                          | E2                       | Dream d'Atlanta    | 2  |                                   |                                   |                                   |  |  |                          |                          |                          |
|  | E2                       | Dream d'Atlanta          | E2                       | Dream d'Atlanta    | 2  | 2                                 |                                   |                                   |  |  |                          |                          |                          |
|  | E2                       | Dream d'Atlanta          |                          |                    |    | 2                                 |                                   |                                   |  |  |                          |                          |                          |
|  | E3                       | Mystics de Washington    | 1                        |                    |    |                                   |                                   |                                   |  |  |                          |                          |                          |
|  |                          |                          |                          |                    |    |                                   |                                   |                                   |  |  | E2                       | Dream d'Atlanta          | 0                        |
|  |                          |                          | W1                       | Minnesota          | 3  |                                   |                                   |                                   |  |  |                          |                          |                          |
|  | W1                       | Lynx du Minnesota        | 2                        |                    |    |                                   |                                   |                                   |  |  |                          |                          |                          |
|  | W4                       | Storm de Seattle         | 0                        |                    |    |                                   |                                   |                                   |  |  |                          |                          |                          |
|  | W4                       | Storm de Seattle         | 0                        |                    | W1 | Minnesota                         | 2                                 |                                   |  |  |                          |                          |                          |
|  | Conférence Ouest         |                          |                          |                    | W1 | Minnesota                         | 2                                 |                                   |  |  |                          |                          |                          |
|  |                          |                          | W2                       | Mercury de Phoenix | 0  |                                   |                                   |                                   |  |  |                          |                          |                          |
|  | W2                       | Sparks de Los Angeles    | W2                       | Mercury de Phoenix | 0  | 1                                 |                                   |                                   |  |  |                          |                          |                          |
|  | W2                       | Sparks de Los Angeles    |                          |                    |    | 1                                 |                                   |                                   |  |  |                          |                          |                          |
|  | W3                       | Mercury de Phoenix       | 2                        |                    |    |                                   |                                   |                                   |  |  |                          |                          |                          |

## Statistiques et récompenses

### Leaders de la saison régulière
| Catégorie                  | Joueuse           | Équipe                      | Statistiques |
| -------------------------- | ----------------- | --------------------------- | ------------ |
| Points par match           | Angel McCoughtry  | Dream d'Atlanta             | 21,5         |
| Rebonds par match          | Sylvia Fowles     | Sky de Chicago              | 11,5         |
| Passes décisives par match | Danielle Robinson | Silver Stars de San Antonio | 6,7          |
| Interceptions par match    |                   |                             |              |
| Contres par match          |                   |                             |              |
| % aux tirs                 |                   |                             |              |
| % aux lancers francs       |                   |                             |              |
| % à 3 points               |                   |                             |              |

### Récompenses individuelles
| trophée                                 | Joueuse                    | Équipe                            |
| --------------------------------------- | -------------------------- | --------------------------------- |
| Meilleure joueuse de la saison          | Candace Parker             | Sparks de Los Angeles             |
| MVP des Finales                         | Maya Moore                 | Lynx du Minnesota                 |
| Rookie de l'année                       | Elena Delle Donne          | Sky de Chicago                    |
| Meilleure défenseure de la saison       | Sylvia Fowles              | Sky de Chicago                    |
| Meilleure sixième femme de la WNBA      | Riquna Williams            | Shock de Tulsa                    |
| Meilleure progression des joueuses WNBA | Shavonte Zellous           | Fever de l'Indiana                |
| Entraîneur de l'année                   | Mike Thibault              | Mystics de Washington             |
| Trophée Kim Perrot de la sportivité     | Swin Cash Tamika Catchings | Sky de Chicago Fever de l'Indiana |

La WNBA désigne également deux meilleures équipes de la ligue, deux meilleures équipes défensives et l'équipe des débutantes.  
| trophée                        | Joueuses                                                                                   |
| ------------------------------ | ------------------------------------------------------------------------------------------ |
| All-WNBA First Team            | Maya Moore Candace Parker Sylvia Fowles Diana Taurasi Lindsay Whalen                       |
| All-WNBA Second Team           | Tamika Catchings Elena Delle Donne Tina Charles Seimone Augustus Angel McCoughtry          |
| WNBA All-Defensive First Team  | Sylvia Fowles Tamika Catchings Angel McCoughtry Armintie Herrington Tanisha Wright         |
| WNBA All-Defensive Second Team | Rebekkah Brunson Glory Johnson Érika de Souza Briann January Jia Perkins Danielle Robinson |
| WNBA All-Rookie First Team     | Elena Delle Donne Brittney Griner Skylar Diggins Alex Bentley Kelsey Bone                  |

### Récompenses
La WNBA désigne au cours de la saison régulière des récompenses individuelles, comme la meilleure joueuse de la semaine ou la meilleure joueuse du mois.
Chaque semaine, la WNBA élit la meilleure joueuse dans chacune des deux conférences.
| Semaine                  | Conférence Est        | Conférence Est        | Conférence Ouest   | Conférence Ouest      |
| Semaine                  | Joueuse               | Franchise             | Joueuse            | Franchise             |
| ------------------------ | --------------------- | --------------------- | ------------------ | --------------------- |
| 24 mai au 2 juin         | Angel McCoughtry (1)  | Dream d'Atlanta       | Candace Parker (1) | Sparks de Los Angeles |
| 3 juin au 9 juin         | Ivory Latta           | Mystics de Washington | Rebekkah Brunson   | Lynx du Minnesota     |
| 10 au 16 juin            | Angel McCoughtry (2)  | Dream d'Atlanta       | Diana Taurasi (1)  | Mercury de Phoenix    |
| 17 au 23 juin            | Angel McCoughtry (3)  | Dream d'Atlanta       | Glory Johnson      | Shock de Tulsa        |
| 24 juin au 30 juin       | Elena Delle Donne (1) | Sky de Chicago        | Diana Taurasi (2)  | Mercury de Phoenix    |
| 1er juillet au 7 juillet | Elena Delle Donne (2) | Sky de Chicago        | Candace Parker (2) | Sparks de Los Angeles |
| 9 au 14 juillet          | Sylvia Fowles (1)     | Sky de Chicago        | Candace Parker (3) | Sparks de Los Angeles |
| 15 au 21 juillet         | Tamika Catchings (1)  | Fever de l'Indiana    | Liz Cambage (1)    | Shock de Tulsa        |
| 22 au 28 juillet         | Ivory Latta (2)       | Mystics de Washington | Tina Thompson (1)  | Storm de Seattle      |
| 29 juillet au 4 août     | Tina Charles          | Sun du Connecticut    | Liz Cambage (2)    | Shock de Tulsa        |
| 5 au 11 août             | Elena Delle Donne (3) | Sky de Chicago        | Maya Moore (1)     | Lynx du Minnesota     |
| 12 au 18 août            | Sylvia Fowles (2)     | Sky de Chicago        | Kristi Toliver     | Sparks de Los Angeles |
| 19 au 25 août            | Elena Delle Donne (4) | Sky de Chicago        | Maya Moore (2)     | Lynx du Minnesota     |
| 26 août au 1er septembre | Tamika Catchings (2)  | Fever de l'Indiana    | Tina Thompson (2)  | Storm de Seattle      |
| 2 au 8 septembre         | Angel McCoughtry (4)  | Dream d'Atlanta       | Riquna Williams    | Shock de Tulsa        |
| 9 au 15 septembre        | Ivory Latta (3)       | Mystics de Washington | Maya Moore (3)     | Lynx du Minnesota     |

Chaque mois, la WNBA élit la meilleure joueuse dans chacune des deux conférences.
| Mois      | Conférence Est       | Conférence Est  | Conférence Ouest   | Conférence Ouest      |
| Mois      | Joueuse              | Franchise       | Joueuse            | Franchise             |
| --------- | -------------------- | --------------- | ------------------ | --------------------- |
| juin      | Angel McCoughtry (1) | Dream d'Atlanta | Diana Taurasi (1)  | Mercury de Phoenix    |
| juillet   | Sylvia Fowles (1)    | Sky de Chicago  | Candace Parker (1) | Sparks de Los Angeles |
| août      | Sylvia Fowles (2)    | Sky de Chicago  | Maya Moore         | Lynx du Minnesota     |
| septembre | Sylvia Fowles (3)    | Sky de Chicago  | Maya Moore (2)     | Lynx du Minnesota     |

De même, chaque mois, la WNBA élit la meilleure rookie (débutante ou recrue) de la ligue.
| Mois      | Joueuse           | Franchise      |
| --------- | ----------------- | -------------- |
| juin      | Elena Delle Donne | Sky de Chicago |
| juillet   | Elena Delle Donne | Sky de Chicago |
| août      | Elena Delle Donne | Sky de Chicago |
| septembre | Elena Delle Donne | Sky de Chicago |